# Fairfield (Nouveau-Brunswick)
Pour les articles homonymes, voir Fairfield.
Fairfield est un DSL du comté de Saint-Jean, au sud de la province canadienne du Nouveau-Brunswick. Le DSL fait légalement partie de la paroisse civile de Simonds. Dans le cadre de la réforme de la gouvernance locale du 1er janvier 2023, le DSL a été annexé au village de Fundy-St. Martins.

## Toponyme
Fairfield s'appelait autrefois Floyd Settlement, en l'honneur de A. Floyd, qui fut maître des postes. L'origine du nom actuel n'est pas connue.

## Géographie

### Villages et hameaux
Le DSL comprend les hameaux de Coleraine, Fairfield, Gardner Creek et Gardner Creek Beach. Tynemouth Creek est séparé avec la paroisse de Saint-Martins.

## Histoire
Fairfield est fondé vers 1820 par des personnes originaires de Saint-Martins, eux-mêmes d'origine loyaliste. Le centre communautaire de Fairfield est ouvert en 1870. Un nouveau centre est inauguré en 2011.

## Démographie
(juillet 2016).
D'après le recensement de Statistique Canada, il y avait 269 habitants en 2006, comparativement à 276 en 2001, soit une baisse de 2,5 %. Il y a 107 logements privés, dont 97 occupés par des résidents habituels. Le village a une superficie de 25,57 km2 et une densité de population de 10,5 habitants au kilomètre carré.
| 2011 | 2016 |
| ---- | ---- |
| 284  | 294  |

## Économie
Entreprise Saint-Jean, membre du Réseau Entreprise, a la responsabilité du développement économique.

## Administration

### Comité consultatif
En tant que district de services locaux, Fairfield est administré directement par le Ministère des Gouvernements locaux du Nouveau-Brunswick, secondé par un comité consultatif élu composé de cinq membres dont un président.

### Commission de services régionaux
Fairfield fait partie de la Région 9, une commission de services régionaux (CSR) devant commencer officiellement ses activités le 1er janvier 2013. Contrairement aux municipalités, les DSL sont représentés au conseil par un nombre de représentants proportionnel à leur population et leur assiette fiscale. Ces représentants sont élus par les présidents des DSL mais sont nommés par le gouvernement s'il n'y a pas assez de présidents en fonction. Les services obligatoirement offerts par les CSR sont l'aménagement régional, l'aménagement local dans le cas des DSL, la gestion des déchets solides, la planification des mesures d'urgence ainsi que la collaboration en matière de services de police, la planification et le partage des coûts des infrastructures régionales de sport, de loisirs et de culture; d'autres services pourraient s'ajouter à cette liste.

### Représentation et tendances politiques
Nouveau-Brunswick: Fairfield fait partie de la circonscription provinciale de Saint John-Fundy, qui est représentée à l'Assemblée législative du Nouveau-Brunswick par Glen Savoie, du Parti progressiste-conservateur. Il fut élu lors de l'élection de 2010.
 Canada: Fairfield fait partie de la circonscription fédérale de Fundy Royal, qui est représentée à la Chambre des communes du Canada par Rob Moore, du Parti conservateur. Il fut élu lors de la 38e élection générale, en 2004, puis réélu en 2006 et en 2008.

### Chronologie municipale
La paroisse de Simonds fut créé en 1839 dans le comté de Saint-Jean à partir d'une portion de la paroisse de Portland. Le comté de Saint-Jean fut constitué en municipalité vers les années 1870. La municipalité de comté fut dissoute le 9 novembre 1966. La paroisse de Simonds devint un district de services locaux (DSL) au même moment. Le DSL de Fairfield fut séparé par la suite.

## Vivre à Fairfield
Le DSL est inclus dans le territoire du sous-district 9 du district scolaire Francophone Sud. L'école Samuel-de-Champlain de Saint-Jean est l'établissement francophone le plus proche alors que les établissements d'enseignement supérieurs les plus proches sont dans le Grand Moncton.
Fairfield compte un centre communautaire et une église baptiste. Le détachement de la Gendarmerie royale du Canada le plus proche est à Hampton. Le bureau de poste le plus proche est quant à lui à Saint-Martins.
Les anglophones bénéficient du quotidien Telegraph-Journal, publié à Saint-Jean. Les francophones bénéficient quant à eux du quotidien L'Acadie nouvelle, publié à Caraquet, de l'hebdomadaire L'Étoile, de Dieppe, et du mensuel Le Saint-Jeannois, de Saint-Jean.

## Culture

### Architecture et monuments
Un pont couvert traverse le ruisseau Tynemouth à Tynemouth Creek. Le pont fut construit en 1927 et mesure 28,7 mètres de long.